# Siata (motorfiets)
Siata is een Italiaans historisch merk van motorfietsen.
De bedrijfsnaam was Ditta Siata, Torino. 
Het Italiaans bedrijf begon in 1953 met de productie van lichte motorfietsen. Het betrof tweetakten en kopkleppers van 98- tot 198 cc. Rond 1958 verdween Siata van de markt. 
In 1946 ging Ducati (tot op dat moment nog producent van elektrische apparaten) samen met Siata de 50 cc Cucciolo produceren, maar al in hetzelfde jaar werd dit machientje uitsluitend onder de naam Ducati gebouwd.